# Ari Stadler
Aristorides Vieira Stadler (Criciúma, 21 de dezembro de 1946) é um empresário e político brasileiro.
Foi senador por Santa Catarina, assumindo a cadeira como suplente de Jorge Bornhausen, em 28 de fevereiro de 2002.